# Hôtel El Aurassi
L'Hôtel El Aurassi est un hôtel cinq étoiles situé dans le centre d'Alger. Inauguré le 2 juin 1975.

## Caractéristiques
L'hôtel El Aurassi possède 453 chambres dont 39 suites.